# シンチレーション検出器

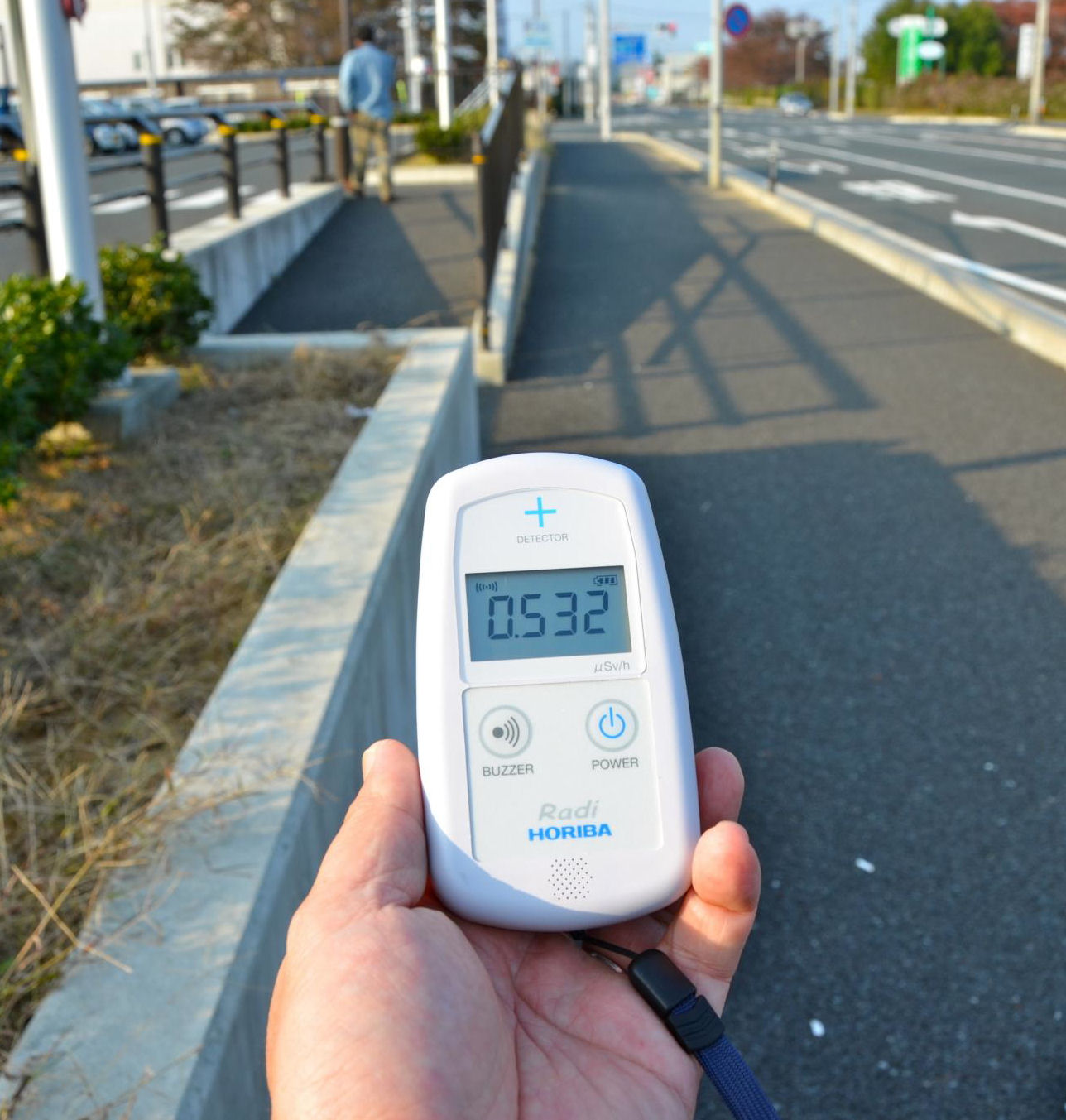
シンチレーション検出器による放射線量の測定（2011年11月、福島県南相馬市）

シンチレーション検出器（シンチレーションけんしゅつき、英: scintillation detector）とは、シンチレータ（scintillator）を用いた放射線測定器を言う。
廉価で作ることができる割には計数効率が良いので、広く使用されている。

## 概要
電離性の放射線の入射により蛍光や燐光を発生する物質をシンチレータ（scintillator）という。シンチレータは放射線を受けても微弱な光しか発しないが、それを光電子増倍管などで増幅し大きな電気パルスにすることで放射線を検出することができるようになる。このようにシンチレータの放射線に対する発光性質を利用した放射線検出機器をシンチレーション検出器（scintillation detector）と呼ぶ。
シンチレータの種類に応じて検出器が効率よく測定できる放射線は異なる。例えば、ゲルマニウム酸ビスマス Bi4Ge3O12 などの原子番号の大きい元素を含むことから高い電子密度を持つシンチレータを用いるとガンマ線を効率良く検出することができる。中性子を検出するのであれば、中性子を効率的に散乱させる水素を豊富に含む蛍光物質を用いることで高い効率が得られる。
シンチレーション検出器に用いられるシンチレータとしては以下のようなものがある。
- 無機シンチレータ：少量の不純物を添加した結晶[注釈 4]
- 有機シンチレータ：アントラセンなどの有機物
- 気体シンチレータ：ヘリウム、アルゴン、キセノン、クリプトンなどの希ガス

また、液体状のシンチレータを用いた液体シンチレーション検出器は、通常の検出器では困難である低エネルギーのベータ線を効率的に測定することができる。
シンチレータの発光波長と光電子増倍管の光電面の感度波長が一致するように仕事関数の低いアルカリ金属が受光面に蒸着されており、近年ではMEMSによって小型化されている。バイアルカリ光電面は、アンチモン(Sb)にカリウム(K)、セシウム(Cs)を反応させることにより可視域に感度を持ち、この光電面の分光感度特性は、ヨウ化ナトリウム(NaI(Tl))シンチレータの発光波長と良く一致していることから、シンチレーションカウンティングによる放射線計測などに広く応用され、マルチアルカリ光電面は、アンチモン(Sb)にナトリウム(Na)、カリウム(K)、セシウム(Cs)を反応させることにより、300～850nmまで広い波長域に感度を持ち、分光光度計やバイオ・遺伝子関連分野での蛍光計測など幅広い用途に利用されている。
ガンマ線分光分析を行う場合は、シンチレータより高いエネルギー分解能を持つ超高純度ゲルマニウム半導体検知器などの半導体検出器が好まれる。

## 分光計としてのシンチレーション検出器

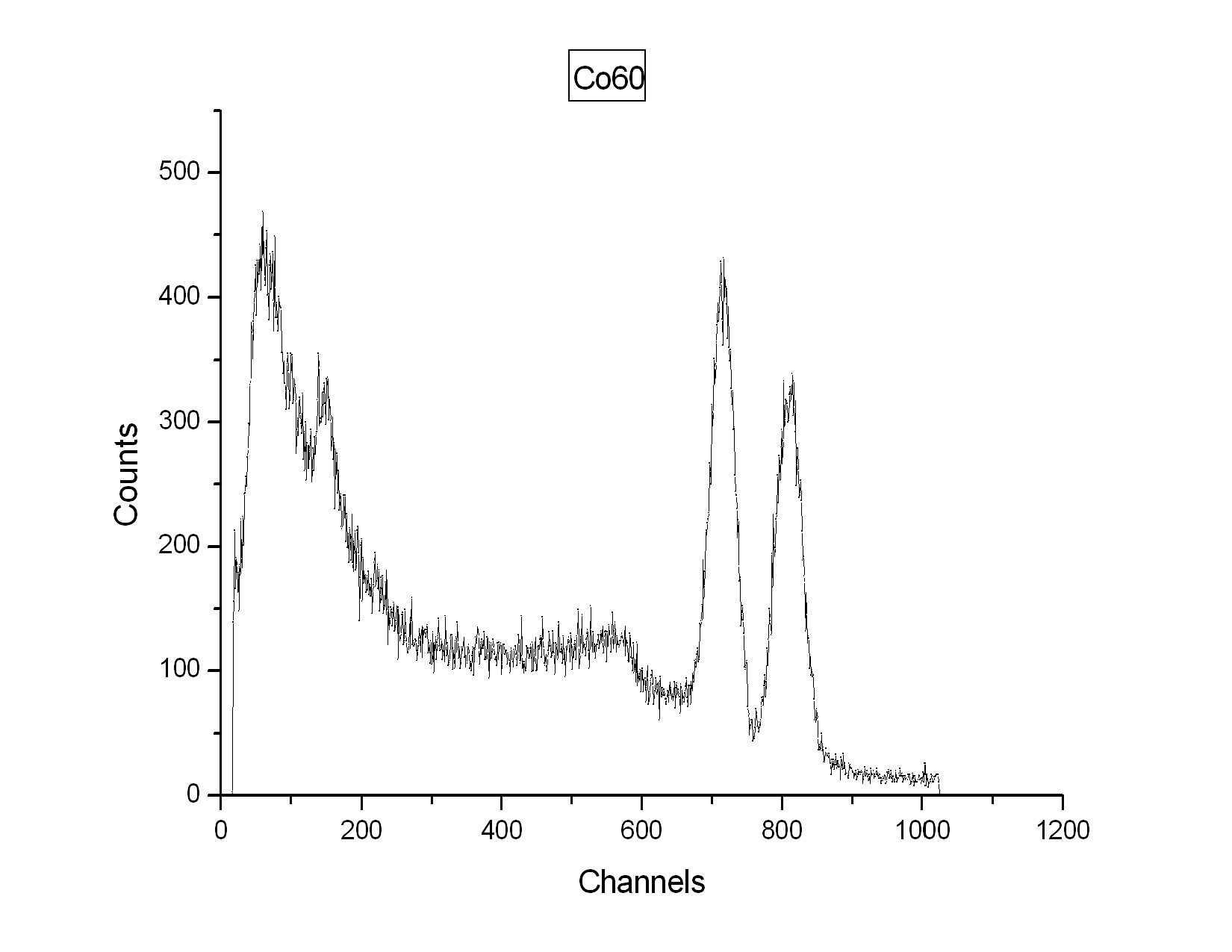
ヨウ化ナトリウムシンチレーション検出器を用いた^{60}Coのガンマ線スペクトルの分析図。横軸がエネルギー、縦軸が強度を表している。^{60}Coの放出する1173keV,1333keVの2本のガンマ線のエネルギー領域近傍の強度が高くなっていることがわかる。

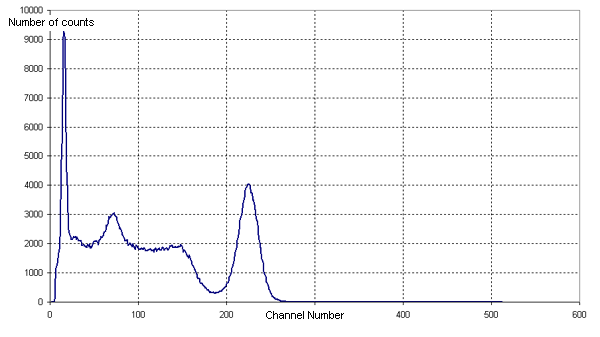
こちらは^{137}Csのガンマ線スペクトルの分析図

一般にはシンチレータは、高エネルギー放射線の一個の光子を、多数のより低いエネルギーの光子に変換するのだが、低エネルギー領域では、メガ電子ボルト当たりの光子の数はほとんど一定である。したがって蛍光の強度（光子の数）を測定することによって、入射光子のエネルギーを特定することが可能である。
分光計は、シンチレータ、光電子増倍管、パルス電流の計数回路から成る。光電子増倍管によって光のエネルギーは電流に変換され、その波高から蛍光の強度（光子の数）がわかる。横軸にパルス電流の波高、縦軸をパルス数としたグラフをつくれば、放射線のエネルギースペクトルの近似となる。
入射した放射線のエネルギーに相当する光電ピークが現れる一方、これより低エネルギーにもコンプトン散乱による連続スペクトル、エスケープピーク、および後方散乱ピークといった応答を示す。また2つ以上の光子が検知器にほとんど同時に入射する（DAQ(データ収集)の時間分解能以内に蓄積する）場合、最大で2つ以上の光電ピークの合計のエネルギーを持つピークが現われたように見えるため、より高いエネルギーが検知されることがある。